# 이춘재
이춘재(한국 한자: 李春在,, 1963년 1월 31일 ~ )는 대한민국의 변태살인자이다. 1994년 처제를 강간 및 살해한 죄로 무기징역을 선고받았다. 2020년 7월 2일 대한민국 경찰은 이춘재가 화성 연쇄 살인 사건의 범인이라고 수사 결과를 발표했다. 그 외에 화성 연쇄살인이 진행되던 1989년 강도미수죄를 저질러 집행유예를 선고받은 전력도 있다. 본적지는 경기도 화성군 태안읍 진안1리이다.

## 화성군 태안읍 일대 연쇄 강간
이춘재가 1986년 2월부터 7월까지 알려진 것만 7차례에 걸쳐 연쇄 강간을 하고  9월 15일에 이춘재 연쇄 살인 사건이 발생한다.
<1차 사건은 1986년 2월 8일 20:50 ~ 23:50경>
피해자는 당시 20세 회사원 최모씨로 태안읍 진안리 367번지 앞 도로를 지나가던 중 원바리 고개 묘지 근처에서 검은색 장갑을 낀 이춘재가 피해자의 상의 폴라로 재갈을 물리고 하의 단으로 손발을 결박한 후 현금 1만원을 강취하였으며 흉기로 공격하고 강간했으며 현금 1만원을 강취했다.
<2차 사건은 1986년 3월 20일 19:30 ~ 21:30경>
1차 강간 사건으로부터 1달 12일 간격을 두고 2차 사건이 발생하였다. 피해자는 22세의 회사원 정모씨로 태안읍 황계리 논둑을 지나가던 중 범인이 갑자기 뒤에서 나타나 왼손에 든 칼로 피해자의 가슴, 배, 옆구리 등 20개소를 공격하고 오른손으로 어깨를 껴안으며 입을 막고 논 아래로 끌고 가 스타킹으로 양손을 뒤로 결박한 후 강간하였다.
<3차 사건은 1986년 4월 3일 20:30경>
2차 강간 사건 2주 후 3차 사건이 발생하였다. 피해자는 27세 여성 이모씨로 수원에서 시내버스를 타고 황계리 입구에서 하차하여 농로 길을 걷고 있을 때 잠바, 청바지, 장갑을 착용한 이춘재가 뒤에서 나타나 흉기로 등을 3-4회 찌르고 한손으로 입을 막고 70미터 떨어진 논둑으로 끌고 가서 기저귀 천으로 양손을 결박한 후 가방을 뒤져 현금 12만원을 강취 후 강간하였다.
<4차 사건은 1986년 4월 25일 22:30경>
3차사건 22일만에 4차 사건이 발생하였다. 피해자는 39세 식당 종업원 하모씨로 병점 5리 진입로에서 약 300미터 떨어진 개천둑 병점 느티미 다리를 지나가던 중 둑 아래에서 이춘재가 나타나 한손으로 뒤에서 입을 막고 흉기로 옆구리를 7-8회 찌른 후 피해자를 길 옆 논으로 쓰러뜨렸다. 이후 피해자의 스타킹을 벗겨서 손을 뒤로 묶고 발을 묶어 양말로 재갈을 물리고 팬티를 벗겨 머리에 뒤집어씌운 후 강간하고 피해자의 가방에서 현금 10,500원을 강취하였으며 욕설을 했다.
<5차 사건은 1986년 5월 8일 22:40경>
4차사건 13일 후 5차사건이 발생하였다. 피해자는 43세 가정주부 박모씨로 태안읍 진안리 입구 쌍무덤 묘소 앞을 지나가던 중 범인이 갑자기 뒤에서 나타나 왼손으로 입을 막고 오른손의 흉기로 우측 옆구리 등 19개소를 난자한 뒤 옷을 벗기고 1회 강간 후 주머니를 뒤져 돈이 없자 욕설을 하며 재차 강간하고 치마 안단을 찢어 양손을 뒤로 결박하였고 질문과 욕설을 했다.
<6차 사건은 1986년 5월 14일 22:30경>
5차사건 6일 뒤 6차사건이 발생했다. 피해자는 48세 여성으로 병점리 산업도로둑 비상활주로를 따라 병점 방향으로 걸어오던 중 검은색 가죽장갑을 착용한 이춘재가 뒤에서 나타나 손으로 입을 막고 가만있어”, “따라와”하면서 칼로 옆구리를 수회 찌르고 약 100미터를 끌고 가 치마를 벗겨 내피를 찢어 손을 뒤로 묶고 핸드백을 뒤져 현금 20만원을 강취한 뒤 강간하였다.
<7차 사건은 1986년 7월 중순 22:30경>
6차사건 이후 약 2달이 경과한 시점에 7차 사건이 발생하였다. 피해자는 19세 여성으로 황계리 경부철도 부근을 지나던 중 챙이 긴 모자를 착용한 이춘재가 뒤에서 따라와 껴안고 옆구리에 칼을 대고 위협한 뒤, 논둑으로 끌고 가 파란색 천으로 입을 막고 스타킹을 사용해 양손을 뒤로 결박한 뒤 강간하였으며 욕설을 했다.

## 이춘재 연쇄 살인 사건
류품에서 나온 DNA와 일치해 화성 연쇄 살인 사건 중 5차(1987년), 7차(1988년), 9차(1990년) 사건의 용의자로 특정됐다. 그는 수감생활에서 문제를 일으키지 않아 1급 모범수로 구분되었고, 도예 활동을 잘해서 수감자 도자기 전시회에 직접 만든 도자기를 출품하기도 했다. 4차(1986년) 사건의 유류품에서도 DNA가 나오자 2019년 10월 1일에 14건의 살인과 30여 건의 강간과 강간미수 범행을 자백했다. 2019년 10월 4일, 모방범죄로 알려져 검거된 범인이 복역까지 마친 8차(1988년) 사건 역시 자신이 하였다고 주장한 사실이 알려졌다. 경찰은 사건 발생 당시 유의미한 증거로 판단되지 않아 검찰에 넘어가지 않은 8차와 10차 사건의 남은 증거물을 국립과학수사연구원에 보내 분석하도록 하였으나, 아예 사람의 DNA가 검출되지 않았다.

## 수원 여고생 강간 살인 사건
1987년 12월 24일 수원시 팔달구 화서역 인근에서 김미순 양(당시 18세)이 실종 후 24세 남성 이춘재에게 피살되서 실종 열흘 후인 1988년 1월 4일 오전 11시 30분경 화서 전철역 부근 논에서 볏짚으로 가려져 있던 피해자의 사체를 논 주인이 발견한 사건

## 화성 초등학생 실종 사건
이춘재는 1989년 7월 7일 경기도 화성군 태안읍 진안리에서 여성 초등생이 실종되어 강간후 이물질 삽입후 살해된 사건 역시 자신이 하였다고 강력하게 주장하였다.

## 청주 여공 강간 살인사건
1991년 1월 27일 충청북도 청주시 가경동 택지개발 현장에서 17세 여공 박미화 양이 강간 살해된 채 다음날 오전 10시 50분 경 가경동 택지조성공사장 콘크리트관 속에서 순찰 중이던 경관에 의해 시신으로 발견되었다. 

## 청주 처제 살인사건
1994년 1월 13일 충청북도 청주시 복대동(現 흥덕구 복대동)에서 이춘재(당시 31세)가 자신의 처제 이 씨(당시 19세)에게 수면제를 먹이고 성폭행한 후 살해하고 오후 11시 40분경 집에서 약 880m 떨어진 철물점 야적장에 사체를 파란색 덮개로 덮어 놓았으며 머리에는 비닐봉지와 청바지를 씌워놓고 양 손은 찢어진 속옷으로 묶었다. 또 전신이 스타킹과 가방끈 등의 물품으로 감았다. 유기한 후 다음 날 장인과 함께 실종 신고를 했다 피해자의 시신은 이틀 후인 1월 15일 철물점 주인의 아내가 눈이 쌓인 차고를 청소하다가 발견한 사건이다.

## 화성 초등생 실종 사건
1989년 7월 7일 경기도 화성군 병점5리 원바리고개에서 이춘재가 학교 수업 마치고 귀가하고있는 김현정 양(8세)를 강간 살인해서 실종된 사건이다.

### 참조주
1. 1 2  채혜선 기자 (2019년 10월 1일). “경찰 “이춘재 DNA, 4차 화성사건 증거물서도 확인””. 《중앙일보》. 2019년 10월 8일에 확인함.
2. 1 2  곽진석 기자 (2019년 9월 19일). “[단독]화성연쇄살인사건 용의자, 부산교도소에서는 1급 모범수”. 《부산일보》. 2019년 9월 20일에 확인함.
3. ↑  박태성 기자 (2019년 9월 19일). “화성연쇄살인 용의자 이춘재가 저지른 1994년 청주 처제 살인사건은?”. 《뉴스1》. 2019년 9월 20일에 확인함.
4. ↑  김효정 기자 (2019년 9월 29일). “'그것이 알고싶다' 이춘재가 남긴 시그니쳐 '스타킹 매듭'…수사망 벗어난 이유는?”. 《SBS》. 2019년 10월 8일에 확인함.
5. ↑  박태성 기자 (2019년 9월 19일). “화성연쇄살인 용의자 이춘재가 저지른 1994년 청주 처제 살인사건은?”. 《뉴스1》. 2019년 9월 20일에 확인함.
6. ↑  신선미 기자 (2019년 9월 18일). “[단독]‘화성연쇄살인사건’ 용의자 이춘재 검거”. 《채널A》. 2019년 9월 20일에 확인함.
7. 1 2  곽진석 기자 (2019년 9월 19일). “[단독]화성연쇄살인사건 용의자, 부산교도소에서는 1급 모범수”. 《부산일보》. 2019년 9월 20일에 확인함.
8. ↑  채혜선 기자 (2019년 10월 1일). “경찰 “이춘재 DNA, 4차 화성사건 증거물서도 확인””. 《중앙일보》. 2019년 10월 8일에 확인함.
9. ↑  신선미 기자 (2019년 10월 1일). “[단독]“14건 범행” 이춘재 드디어 자백…화성 사건보다 많다”. 《채널A》. 2019년 10월 8일에 확인함.
10. ↑  임수정 기자, 최효정 기자 (2019년 10월 2일). “경찰 "이춘재 총 14건의 살인·30여건 성범죄 자백"…신상공개 등 대응 검토”. 《조선일보》. 2019년 10월 8일에 확인함.
11. ↑  박민지 기자 (2019년 10월 4일). “이춘재 “화성 8차 사건, 모방범죄 아냐… 내가 했다””. 《국민일보》. 2019년 10월 8일에 확인함.
12. ↑  최종호; 강영훈 (2019년 10월 24일). “경찰 "화성 8차ㆍ10차 사건서 이춘재 DNA 미검출"(종합)”. 연합뉴스. 2019년 10월 27일에 확인함.